# Station Złotniki Kutnowskie
Station Złotniki Kutnowskie is een spoorwegstation in de Poolse plaats Złotniki aan lijn 3 Warszawa Zachodnia – Kunowice. Ter plaatse van het station zijn twee sporen, ieder met een eigen perron. In 2021 waren er geen verdere voorzieningen beschikbaar voor de reiziger.
Bij de reizigerstelling van 2017 werd het aantal reizigers op 0-99 per dag gesteld.